# Sailor Moon
A Sailor Moon vagy Bisódzso Szensi Sailor Moon (美少女戦士セーラームーン; Bisódzso Szensi Szérá Mún; Hepburn: Bishōdzso Senshi Sērā Mūn; vagy Varázslatos álmok) japán manga- és animesorozat, amely alaptípusa lett a „magical girl”-történeteknek. Hősei különleges képességekkel rendelkező lányok, akik erejüket a gonosz elleni harcra használják. Az alapmű egy képzeletbeli királyságról szól, mely egykoron az egész Naprendszerben jelen volt, ám a huszadik század végén ennek a királyságnak a védelmezői újjászületnek, ahogy a gonosz visszatér. A Hold harcosai (Sailor Senshi) jellegzetes egyenruhát, a japán iskoláslányok egyen viseletéhez hasonló sailor fukut hordanak, neveiket és erejüket pedig a Naprendszer égitestjei után kapták. A főhősök jellegzetes viselete Takeucsi főszerkesztőjének ötlete volt. A történetben jól megfér egymás mellett a japán kultúra és a görög-római mitológia.
A Sailor Moon megjelenése előtt Takeucsi Naoko, a történet megalkotója elkészített egy Codename: Sailor V című mangát, mely egy különleges képességekkel megáldott lány, Sailor V kalandjait mesélte el, aki a szerelem és az igazság nevében küzdött a földlakók energiáit megszerezni kívánó Dark Agency ellen. A képregényből animét szerettek volna készíteni, s ekkor Takeucsi úgy döntött, új alapokra helyezi a történetet, így Sailor V egy újonnan létrehozott harcoscsapat tagja lett. Új mangát készített, erre alapozták később az animét és minden más későbbi kiadványt.

## A történet

### A mű alapeleme
Az Univerzum létrejötte óta törvényszerű, hogy csillagok születnek és halnak meg. Mindennek forrása a Galaktikus Bölcső, ahol a felragyogó fények egy-egy életet is jelképeznek. A világegyetem létrejöttekor azonban egyvalaminek, a Káosznak nem sikerült fényesen ragyogó csillagként kiteljesednie. A történet alapkonfliktusa, a magány itt jelenik meg először: az egyedül maradt Káosz lelkében gyökeret ver a kétségbeesés, emiatt lelke megromlik és gonosszá válik. Mindent annak rendel alá, hogy egyesülhessen a többi csillaggal, ahogy régen is volt, ez azonban csak úgy lehetséges, ha leigázza őket és elpusztítja a világokat. Szerencsére a fényesen ragyogó csillagok is hatalmas erőket rejtenek magukban: birtokosaik úgynevezett Sailor Szensik, akik erejüket a jó szolgálatába állítva harcolnak a gonosszal szerte a világon.
A múltban a Holdon egy szép királyság létezett, az Ezüst Millennium. A feladata az volt, hogy egy mitikus kő, az Ezüstkristály segítségével védelmezze a felemelkedő emberi civilizációt. A Hold hercegnője, Serenity, és a Föld hercege, Endymion között azonban szerelmi kapcsolat alakult ki, noha a holdbélieknek tilos volt érintkezniük a földiekkel. Ez a szerelem azonban tragikusan rosszkor kezdődött: a Káosz egyik megnyilvánulási formája, a sötét entitás, Metalia királynő szemet vetett az Ezüstkristályra. Célja, hogy uralma alá hajtsa a Földet és az egész világot, amihez eszközként akarja felhasználni a varázskövet. Ennek érdekében a holdiak életére féltékeny emberek lelkében gyűlöletet szított, akik elpusztították az Ezüst Millenniumot egy boszorkány, Beryl segítségével. A Hold uralkodója, Serenity királynő utolsó erejével az Ezüstkristály segítségét kéri: ideiglenesen elzárja a gonoszt, lányának, szerelmesének, harcostársainak, és két tanácsadójának pedig az újjászületés esélyét adta meg egy boldogabb jövőben. A Föld és a Hold királyságai elpusztultak, a civilizáció pedig csak a Földön fejlődött ki újra.
Ám a huszadik század végén a gonosz ismét megjelent, hogy beteljesítse küldetését. Itt kezdődik a Sailor Moon története.

### A jelen
A történet Tokióban játszódik, annak Minato kerületében, azon belül az Azabu-Dzsúban városrészben. Minden, a művekben szereplő helyszín a valóságban is létezik, bár néha egészen más funkcióban.

### Áttekintés
A cselekmény öt részre osztható, s ezek az animében éppúgy leképeződnek, mint a mangában.
- Dark Kingdom (Sötétség Birodalma) (Sailor Moon Classic)
- Black Moon (Fekete Hold) (Sailor Moon R)
- Mugen/Infinity (Csend korszaka) (Sailor Moon S)
- Dream (Vándorcirkusz) (Sailor Moon SuperS)
- Stars (Csillagharcosok) (Sailor Moon Sailor Stars)

A manga kiegészül Sailor V (azaz Sailor Venus, Aino Minako) történetével, mintegy előzményként megjelenve. Az 1992-es anime pedig a második és az ötödik sorozat elején tartalmaz néhány, a cselekmény összekötésére szolgáló epizódot.

### A történet rövid összefoglalása
A Sailor Moon főhőse Cukino Uszagi, egy életvidám, de kissé lusta, rendetlen és falánk lány. Egy nap az iskolába menet találkozik Lunával, a fekete macskával. Ő mondja el a lánynak, hogy ő igazából "Sailor Moon" (Holdtündér), akinek küldetése van: megkeresni a rég elveszettnek hitt Holdhercegnőt, s megvédeni az ártatlanokat. Usagi legfőbb ellenségei a Dark Kingdom (Sötétség Birodalma) tábornokai, akik reinkarnálódtak, akárcsak ő. A cselekmény előrehaladtával megismerkedik a holdbéli királyság történetével, annak pusztulásával és az ott élők megmenekülésével, így megérti küldetésének fontosságát.
Sailor Moon további feladata az, hogy felkutassa harcostársait. Időközben felbukkan egy rejtélyes alak: a magát jelmezzel álcázó Tuxedo Mask (Álarcos Férfi, a japán eredetiben olykor Tuxedo Kamen), aki a történet elejétől kezdve rendszeresen segít neki, amikor küldetése során bajba kerül. Mint kiderül, ő is az Ezüstkristályt szeretné megkeresni. Innentől a manga és az anime története eleinte kisebb, később nagyobb különbségekkel, külön folytatódik.

### Manga (és a Sailor Moon Crystal anime)
Sailor Moon, Luna utasítására a Hold hercegnőjének felkutatásába kezd. Közben azonban új harcosokra lel: Sailor Mercury, Sailor Mars, és Sailor Jupiter csatlakoznak hozzá, hogy együtt küzdjenek a Dark Kingdom ellen, s hogy megtalálják az Ezüstkristályt, mely az ellenségnek is kell, ereje miatt. Tuxedo Mask és Sailor Moon azonban váratlanul lelepleződnek egymás előtt: a férfi nem más, mint Csiba Mamoru, aki rejtélyes látomásai miatt kutatja a kristályt, amit meg kell szereznie hercegnőjének. Együttműködni azonban nem hajlandó. Közben egy régóta ismert harcos, Sailor V, azaz Sailor Venus csatlakozik a csapathoz, aki magát a keresett hercegnőnek adja ki. Mamoru és Uszagi egymásba szeretnek, ezért Tuxedo Mask az ellenség egyik halálos csapását felfogja szerelmese védelmében. Sailor Moon könnyeiből előbukkan az Ezüstkristály, majd emlékei is visszatérnek: valójában ő a Hold hercegnőjének reinkarnációja, Tuxedo Mask pedig Endymioné, a régi szerelmeséé. Az ellenség elrabolja Endymion holttestét, és gonosz energiákkal feltöltve újra életre kelti, hogy végezzen a harcosokkal, és hozza el az Ezüstkristályt. A harcosok a időközben a Holdra mennek, ahol mindent megtudnak múltjukkal kapcsolatban, és szert tesznek egy kardra is, amivel Sailor Venus később megöli Berylt, a Dark Kingdom vezetőjét. Az igazi gonosz, Metalia azonban még mindig él. Vele az Északi-sarkon csapnak össze. Bár mind Sailor Moon, mind Tuxedo Mask meghalnak, szerelmük erejének és az Ezüstkristálynak hála feltámadnak – és bár lehetőség lenne az Ezüst Millennium feltámasztására, de Uszagi csak átlagos lány szeretne maradni, ezért folytatják nyugodt földi életüket.
Nem sokáig tart a béke, ugyanis egy rejtélyes kislány pottyan Uszagi és Mamoru fejére a parkban, aki az Ezüstkristályt követeli tőlük. A lány, akit Csibiuszának neveznek el, nem érkezik egyedül: nyomában jár a Black Moon Clan, akik meg akarják őt ölni, és ők is az Ezüstkristályra vadásznak. Miután Sailor Venus kivételével az összes harcoslányt elrabolják, Csibiusza bevallja nekik, hogy a jövő világából érkezett: ezer év múlva a Black Moon Clan elpusztítja a jövőbeli Kristály Tokió városát, de győzelme nem lehet teljes, amíg a királynő palotája áll – azt azonban csak az Ezüstkristály megszerzésével pusztíthatják el, mert az uralkodónő örök álmát alussza bent. A harcosok a jövőbe utaznak, ahol az idő őre, Sailor Pluto igazítja el őket. Kristály Tokióban találkoznak Endymion királlyal, aki Tuxedo Mask jövőbeli énje. Ebből kiderül, hogy a királynő Sailor Moon jövőbeli énje, Csibiusza pedig kettejük lánya, aki azonban királyi vére ellenére semmilyen különleges erővel nem rendelkezik. Váratlanul rajtuk üt Gyémánt herceg, a Black Moon Clan vezetője, aki elrabolja Sailor Moon-t, mert szerelmes belé. Egy gonosz kristály, a fekete kristály uralta bolygóra, a Nemezisre viszi, ahonnét azonban megszökik, és elrabolt harcostársait is megmenti. Közben azonban Wiseman, a Black Moon Clan létrehozója és tanácsadója (valójában a Káosz egyik formája, az igazi ellenség) megkörnyékezi Csibiuszát, aki szomorú amiatt, hogy még nem ébredt fel a benne rejlő erő, és hogy egész gyerekkorában úgy érezte, egyedül van hagyva. A fekete kristállyal megfertőzi az elméjét, felnőtt nővé változtatja, és így mint Black Lady, már Wiseman gonosz terveit szolgálja. Megszerzi mindkét Ezüstkristályt, azonban azok együttes jelenléte a világ pusztulását jelentené, ezért Sailor Pluto, noha tilos, de megállítja az időt. Ezért az életével fizet, és Black Lady, ezt látván, elsírja magát, amitől visszaváltozik Csibiuszává, sőt többé – megkapja különleges harcosi erejét, így ő lesz Sailor Chibi Moon. Miután édesanyja is felébred, egy holdjogart ad neki, amivel ő és Sailor Moon végleg végeznek a jövőt sakkban tartó gonosszal.
A béke azonban nem teljes: Csibiusza is visszakerül a múltba, édesanyja kívánságára, hogy tréningezzen, mint harcos. Egy új ellenség jelenik meg a Mugen Gakuen (Végtelen Akadémia) nevű iskola környékén, ahol különös dolgok történnek: a diákok szörnyekké változnak. Egy ilyen összecsapás alkalmával Csibiusza megmenti egy beteg kislány, Tomoe Hotaru életét, akivel összebarátkoznak. Közben két különös idegen bukkan fel: Tennó Haruka, az autóversenyző; és Kaió Micsiru, a hegedűművész. Mindketten a Mugen Gakuen iskola tanulói, és különös kapcsolatba bonyolódnak a lányokkal. A harcosok különös álmokat látnak a világ pusztulásáról és arról, hogy bizonyos három talizmánnak nem szabad egyszerre megjelennie, mert az jelenti a világ végét. Hamarosan kiderül, hogy Haruka és Micsiru is holdharcosok, Sailor Uranus és Neptune azonban nem hajlandóak a többiekkel együtt küzdeni. Náluk van két talizmán, hamarosan azonban a harmadik tulajdonosa, Meió Szecuna, azaz Sailor Pluto is felbukkan. Állításuk szerint egy idegen naprendszerből érkező hódító, Pharaoh 90 vette uralma alá a Mugen Gakuent, az őrült professzor, Hotaru apja segítségével. A három talizmán arra való, hogy megidézze Sailor Saturnt, aki elpusztítja a világot, amint tette ezt a Dark Kingdom ősidőkkel ezelőtti támadásakor is. Mivel Saturn nem más, mint Hotaru, a külső holdharcosok végezni akarnak vele, de ezt Sailor Moon nem hagyja. Hotaruban azonban a gonosz is elültetett egy parazitát: ez Csibiusza lelkét és az Ezüstkristályát elrabolva életre kelve Mistress 9 lesz, a papnő, aki megidézi Pharaoh 90-et. Hogy felvehessék vele a harcot, a kilenc holdharcos együttes ereje megidézi a Szent Grált, amely Super Sailor Moon-ná változtatja Uszagit. Ereje azonban még így is kevés, de a Mistress 9-ben még mindig létező Hotaru segít a harcosoknak. Végül csak megidézik Sailor Saturnt, aki végez a gonosszal, de a Földet nem pusztítja el, mert Sailor Moon ereje megmenti őt, s mint csecsemő reinkarnálódik, hogy új életet kezdhessen.
Az eseményeket követően a lányok sikeresen leteszik a vizsgáikat, és mindannyian (Rei kivételével, aki több évfolyamos intézménybe jár) új iskolába kezdenek el járni. Egy napfogyatkozás alkalmával egy különös társulat, a Dead Moon Circus érkezik a városba. Az ő vezetőjük Nehellénia királynő, aki a Hold sötét oldalának az uralkodónője volt évezredekkel ezelőtt, amíg gonosz tetteiért Serenity királynő börtönbe nem zárta. Mivel Nehellénia tartja magát a Hold királyságának egyedüli jogos örökösének, ezért meg akarja azt kaparintani. Előbb azonban Elysiont, az álmok földjét rohanja le, és foglyul ejti Hélioszt, annak főpapját. Héliosz azonban egy szárnyas ló alakjában megjelenik Csibiusza előtt, és a segítségét kéri az Aranykristály megtalálásában. Mamoru időközben látványosan rosszabbul lesz, ahogy az árnyak elborítják a Földet. A harcoslányok összetűzésbe kerülnek a cirkusszal és az amazon kvartettel, akikről kiderül, hogy Sailor Chibi Moon jövőbeli harcoscsapata lesznek. Miután Sailor Saturn újra felébred, vissza is adja erejüket, majd együttes erővel szállnak szembe a Dead Moon Circusszal. A végső összecsapásra az Elysionon kerül sor, ahol végeznek Nehelléniával, miután Csibiuszának köszönhetően megjelenik az Aranykristály, amely Mamoruban volt – s ettől Uszagi Eternal Sailor Moon-ná változik.
A harc azonban nem ér véget, mert legutolsó ellenségük maga a Káosz, aki más naprendszerekben élő Sailor Szensiket állított a szolgálatába, és a harcosi lélek esszenciáit, a Sailor Crystal-okat gyűjti. Mamoruról úgy tudják, hogy Amerikába utazik tanulmányi útra, ám a gonosz Sailor Galaxia áldozata lesz. Csibiusza pedig visszatér a jövőbe. Mégsem marad Uszagi egyedül a harcban: harcostársai mellett egy idegen bolygó harcosai, a Sailor Starlights is felbukkannak, akik a Földön elrejtőzött hercegnőjüket keresik. Ráadásul egy különös erővel megáldott kislány, CsibiCsibi is felbukkan, akiről senki nem tudja, hogy kicsoda, és beszélni is alig tud, de szemlátomást különleges képességei vannak. Miután a gonosz végez összes harcostársával, Sailor Moon elindul a Sailor Starlights csapattal, CsibiCsibivel, és a végül megtalált hercegnőjükkel a Sagittarius Zero Star-hoz, a galaxis középpontjába, Sailor Galaxiával felvenni a küzdelmet. Miután azonban hosszas küzdelmeket követően csak Sailor Moon és a kislány maradnak életben, a jövő világában a veszélyt megérző Chibi Moon és harcoscsapata indulnak segítségükre. Csakhogy Galaxia megöli az időközben feltámasztott és agymosott Mamorut, így mivel meg sem születik, ő is eltűnik. Galaxia célja Sailor Moon elpusztítása, ugyanis úgy véli, miatta van annyi háború és szenvedés a világon. Sailor Moon szavainak hatására aztán végül megérti, hogy minden, amit korábban gondolt, nem volt igaz, megtér és meghal. CsibiCsibiről kiderül, hogy ő Sailor Cosmos, aki a távoli jövőből érkezett, magát kisgyermeknek álcázva. Az ő világát lerohanta és elpusztította a Káosz, mert neki nem volt bátorsága cselekedni, de úgy vélte, ha visszatér a múltba, talán megmentheti a jövőt is. Sailor Moon azonban nem hajlandó megölni a Káoszt, mert azzal a galaxis lassú halálát is okozná, hanem, vállalva a jövőbeli háborúk kockázatát, csak elzárja őt egy börtönbe. Sailor Cosmos, miután megérti, hogy a harcát neki kell megvívnia, visszatér a saját idejébe. A győzelemmel minden visszatér a rendes kerékvágásba, Uszagi és Mamoru pedig összeházasodnak, és felkészültek a jövőre.

### 1992-es anime
Sailor Moon, Luna utasítására a Hold hercegnőjének felkutatásába kezd. Időközben rálel harcostársaira: Sailor Mercury, Sailor Mars, és Sailor Jupiter csatlakoznak hozzá, hogy együtt küzdjenek a Dark Kingdom ellen és megtalálják az Ezüstkristályt. Az ellenség célja eleinte az, hogy felébresszék régóta szunnyadó úrnőjüket, Metaliát. Elsődlegesen az Ezüstkristályt keresik, amíg ezt nem találják, emberi energiával próbálják visszanyerni úrnőjük hatalmát. Később az a feladatuk, hogy felkutassák a hét szivárványkristályt, melyekből együttesen létrejöhet az Ezüstkristály. Mamorut álmában egy rejtélyes hercegnő kéri arra, hogy keresse meg a kristályokat, így három csapat igyekszik összegyűjteni azokat. Közben egy régóta ismert harcos, Sailor V, azaz Sailor Venus is csatlakozik a többiekhez. Miután mindhárom csapatnál külön-külön megvan mind a hét kő, a Dark Kingdom megszerzi a számára hiányzó darabokat ellenségeitől. Sailor Moon és Tuxedo Mask lelepleződnek egymás előtt, majd a férfi súlyos sérülést szenved egy orvtámadás során. Sailor Moon könnyei magához hívják a szivárványkristályokat, egyesülnek, és előbukkan az Ezüstkristály. A kő hatására Sailor Moon visszanyeri emlékezetét és valódi identitását: valójában ő a Hold hercegnőjének reinkarnációja, Tuxedo Mask pedig Endymioné, a régi szerelmeséé. Az ellenség elrabolja Endymiont, és gonosz energiákkal feltöltve újra életre kelti, hogy végezzen a harcosokkal, és hozza el az Ezüstkristályt. Emlékei azonban még mindig maradtak, s ezek nem engedik, hogy ártson Sailor Moon-nak. Végül az ellenség teljesen feltölti gonosz energiával, és mivel a harcosoknak nincs más választása, egy titkos bejáraton keresztül a Dark Kingdom északi-sarki főhadiszállására jutnak. Itt gigászi csatát vívnak négy erős démonnal, akik azonban végeznek a harcoslányokkal, míg végül csak Sailor Moon marad életben. Neki előbb Endymionnal kell megküzdenie, akit sikeresen visszatérít szerelme erejével, de az ellenség megöl őt. A végső csatában pedig saját élete árán az Ezüstkristállyal és barátai közös erejével végez a gonosszal. Utolsó erejével a kristálytól új életet kér, aminek köszönhetően mindannyian visszakapják normális földi életüket, és ismét elfelejtik, hogy valaha is harcosok voltak.
Hamarosan két rejtélyes idegen lény érkezik a Földre, akik beépülnek az iskola tanulói közé. Ail és An fájuk számára gyűjtenek emberi energiát, hogy életben maradhassanak. Ezt azonban gonosz módon teszik, ezért Lunának nincs más választása, vissza kell adnia a harcoslányok emlékeit, hogy megmentsék a békét. Mamoru viszont semmire sem emlékszik, de egy különös hasonmása, a Holdfénylovag, aki valójában a megmaradt emlékeinek kivetülése, segít Sailor Moon-nak. A két idegen lény végül megérti, hogy nem gyűlöletből, hanem szeretetből kell energiát szerezniük fájuknak, ezért elhagyják a bolygót. Mamoru és a Holdfénylovag egyesülnek, s így a fiú végre mindenre emlékszik. De nem sokáig tart a nyugodt élet, ugyanis egy rejtélyes kislány pottyan Uszagi és Mamoru fejére a parkban, aki az Ezüstkristályt követeli tőlük. A lány, akit Csibiuszának neveznek el, nem érkezik egyedül: nyomában jár a Black Moon Clan, akik meg akarják őt ölni, és ők is az Ezüstkristályra vadásznak. Egy rövid időre Uszagi és Mamoru szakítanak, ugyanis Mamoru rémálmokat lát minden éjszaka, amelyek erre kényszerítik őt. Végül azonban leküzdi a víziókat, mert szerelme mindennél erősebb. Idővel Csibiusza bevallja nekik, hogy a jövő világából érkezett: ezer év múlva a Black Moon Clan elpusztítja a jövőbeli Kristály Tokió városát, de győzelme nem lehet teljes, amíg a királynő palotája áll – azt azonban csak az Ezüstkristály megszerzésével pusztíthatják el, mert az uralkodónő örök álmát alussza bent. A harcosok a jövőbe utaznak, ahol az idő őre, Sailor Pluto igazítja el őket. Kristály Tokióban találkoznak Endymion királlyal, aki Tuxedo Mask jövőbeli énje. Ebből kiderül, hogy a királynő Sailor Moon jövőbeli énje, Csibiusza pedig kettejük lánya. Miután a Black Moon Clan tagjai, Gyémánt herceg kivételével, elvesztik a bizalmukat Wiseman-ben, a Black Moon Clan létrehozójában és tanácsadójában, az megkörnyékezi Csibiuszát, akit hamis emlékképek keltésével meggyőz arról, hogy őt senki sem szereti. Szüksége van a kislány erejére, aki a jövő Ezüstkristályát balszerencsés módon befogadta a testébe, és ezért különleges képességekkel rendelkezik. Ezért gonosz energia felhasználásával Black Lady lesz belőle, aki Wiseman-t szolgálja, és a fekete kristály energiájának felhasználásával el akarja pusztítani a világot, ahol őt senki sem szereti. Sailor Moon azonban szembeszáll a gonosszal, visszahozza Csibiuszát maguk közé, majd felveszi a harcot Wiseman-nel, akit az előkerülő második Ezüstkristállyal egyetemben legyőznek. A jövő békéje végül helyreáll, Csibiusza pedig visszatér a jövőbe.
De a harcok nem értek véget: a Death Busters nevű szervezet, Tomoe professzor vezetésével tiszta szíveket keres, hogy megszerezzen három talizmánt, amellyel megidézheti a Szent Grált, és annak erejével egy gonosz lényt, Pharaoh 90-et hozhat el a Földre, aki elpusztítja a világot. A lányok körül két különös idegen bukkan fel: Tennó Haruka, az autóversenyző; és Kaió Micsiru, a hegedűművész. Mindketten a Mugen Gakuen (Végtelen Akadémia) iskola tanulói, amelynek Tomoe professzor a vezetője. Közben Rei különös álmokat lát a világ pusztulásáról és egy rejtélyes harcosról. Hamarosan kiderül, hogy Haruka és Micsiru is holdharcosok, Sailor Uranus és Neptune. Ők nem hajlandóak a többiekkel együtt harcolni, mert ők is a három talizmánt keresik, de ezért képesek akár életeket is feláldozni. Az ellenség rájön, hogy két talizmán éppen náluk van, és elveszi tőlük, a halálukat okozva ezzel. Váratlanul megjelenik azonban Sailor Pluto, a harmadik talizmánnal, feltámasztja a halott harcosokat, majd együtt a három talizmánnal megidézik a Szent Grált, aminek hatására Uszagiból Super Sailor Moon lesz. Majd Sailor Pluto elmeséli a többieknek, hogy az a küldetésük, hogy megakadályozzák Sailor Saturnnak, a pusztítás harcosának az ébredését, mert érzésük szerint ő az igazi ellenség. Mindeközben Csibiusza is visszatér a jövőből, hogy jó harcossá válhasson, és mint Chibi Moon, csatlakozik a lányokhoz. Összebarátkozik Tomoe professzor lányával, Hotaruval, aki sokat betegeskedik. Hamarosan kiderül, hogy benne rejtőzik Sailor Saturn, ezért a külső holdharcosok meg akarják őt ölni. Azonban végül rájönnek, hogy igazából az okozza a rohamait, hogy egy idegen lény, Mistress 9 lakozik benne, aki Csibiusza tiszta szívét elvéve öntudatra ébred, és nekilát Pharaoh 90 megidézésének. Sailor Moon, bízva Hotaru erejében átadja neki a Szent Grált, ami végül beigazolódik: Mistress 9 elpusztul, Sailor Saturn pedig felébred és végez a gonosszal, saját élete árán. Sailor Moon azonban megmenti őt, és mint csecsemőt, visszahozza egy új élet reményében. A külső holdharcosok elhagyják a várost, Hotarut pedig az eseményeket túlélő, de amnéziás Tomoe professzor gondjaira bízzák.
Egy napfogyatkozás alkalmával egy különös társulat, a Dead Moon Circus érkezik a városba. Az ő vezetőjük Nehellénia királynő, aki a Hold sötét oldalának az uralkodónője volt évezredekkel ezelőtt, amíg gonosz tetteiért Serenity királynő börtönbe nem zárta. Nehellénia örök fiatalságra vágyott, amit saját kegyenceinek álmai árán szerzett meg, most pedig nem más a célja, mint hogy megkaparintsa az Aranykristályt, és azzal elképesztő hatalomra tegyen szert. Előbb Elysiont, az álmok földjét rohanja le, és foglyul ejti Hélioszt, annak főpapját, akinél az Aranykristály található. Héliosz azonban egy szárnyas ló, Pegazus alakjában megjelenik Csibiusza álmaiban, és a segítségét kéri. Héliosz új erőt ad a harcosoknak, amire szükségük is van, mert a cirkusz artistái mindenki álmaiban Pegazust keresik. Csak így tudják ugyanis használni a Héliosz fején lévő Aranykristályt,. Ahogy az árnyak egyre erősödnek Mamoru látványosan rosszabbul lesz, így ő nem tud segíteni a lányoknak. A cirkuszban kerül sor a végső összecsapásra, ahol Nehellénia végre kiszabadul tükörbörtönéből, de az Aranykristályt nem sikerül megkaparintania. Végül, miután kudarcot vall, megkeseredetten tér vissza tükörbörtönébe.
Ennyivel azonban nem sikerül végleg legyőzniük, mert egy titokzatos ellenség kiszabadítja Nehelléniát, hogy revansot vehessen. Gyűlöletének álomtükrét széttöri, s a földiek közé szórja. Egy darabja Mamoru szemébe esik, amitől furán kezd el viselkedni, majd Nehellénia magához rántja a tükörvilágba. Sailor Saturn ismét felébred, és a többi harcossal együtt egyesíti erejét, amitől Uszagi Eternal Sailor Moon-ná változik, s így képes lesz a tükörvilágba menni, visszaszerezni Mamorut, Nehelléniát pedig megszabadítja a gonoszságtól. A harc azonban nem ér véget, mert új ellenségük maga a Káosz, Sailor Galaxia képében, aki Sailor Szensiket állított a szolgálatába, és a harcosi lélek esszenciáit, a Star Seed-eket gyűjti. Mamoruról úgy tudják, hogy Amerikába utazik tanulmányi útra, ám a gonosz Sailor Galaxia áldozata lesz. Csibiusza pedig visszatér a jövőbe. Mégsem marad Uszagi egyedül a harcban: harcostársai mellett egy idegen bolygó harcosai, a Sailor Starlights is felbukkannak, akik a Földön elrejtőzött hercegnőjüket keresik. Ráadásul egy különös erővel megáldott kislány, CsibiCsibi is közéjük kerül. A Starlights csapat egyik tagja, Seiya, érzelmileg is közel kerül Uszagihoz, de a lány továbbra is Mamorut szereti. Amikor Galaxia már elég erős lesz, támadást indít a Föld ellen, Sailor Moon és a harcosok pedig megküzdenek vele, hatalmas áldozatok árán: csak a Starlights csapat, Sailor Moon, és CsibiCsibi élik túl a harcot. CsibiCsibiről kiderül, hogy ő a Galaxia testét elhagyott jóság megtestesülése, és csak ő lenne képes végezni vele, de ebbe Sailor Moon nem megy bele, s végül saját szeretete erejével téríti meg Galaxiát, menti meg barátait és a világot. A Káosz pedig visszatér apró darabokban minden egyes ember szívébe.

## A sorozat megszületése és az alkotói folyamat
Takeucsi Naokó a nyolcvanas évek közepe óta készített mangákat, de egészen a kilencvenes évek elejéig nem űzte ezt a foglalkozást komolyabban. A "The Cherry Project" című műve azonban már elég nagy sikert aratott, ezért nekilátott egy olyan mű készítésének, amely már nagyobb szabású. A Codename: Sailor V lett ennek az eredménye, aminek létrejötte nagyban köszönhető Takeucsi szerkesztőjének, Oszanó Fumiónak. Ő javasolta ugyanis, hogy a főhősnő, aki a szeretet és az igazság nevében küzd a gonosszal, viselje a japán iskoláslányok egyenruháját. Az első fejezet 1991. július 18-án került kiadásra, és nagy sikert aratott. A Kódansa kiadó, megérezve az ebben rejlő hatalmas lehetőséget, egy új szerződést ajánlott Takeucsinak, melyben benne volt az anime elkészítésének terve és a további franchise-jogok. Ő azonban egy merész húzással átalakította a történetet: mivel korábban is tetszettek neki a Szuper Szentaj típusú művek (ahol jellemzően szuperhőscsapatok veszik fel a harcot a gonosszal), ezért a történetet átírta, belerakott még négy másik harcoslányt, az addigi főhősnő, Sailor V pedig csak egyike lett a csapat tagjainak. Így keletkezett a Sailor Moon manga, amely 1992 elején kezdte meg pályafutását, valamivel az anime első epizódjának sugárzása előtt. Emellett azonban a Sailor V is folytatódott, meglepően sokáig.
Sailor Moon és a harcoslányok megjelenése a végleges változathoz képest eleinte meglehetősen eltért. A kezdeti változatokban Sailor Moon haja még rózsaszín lett volna, később ez megváltozott úgy, hogy átváltozáskor ezüstszürke lett volna, de alapjában véve szőke, végül a csak szőke haj maradt. Eleinte egy maszk is járt az egyenruhához, ami a manga elején még szerepel, de később teljesen eltűnik. Az öt harcoslány egyenruhája is változatosabb lett volna, de végül ezek is uniformizálva lettek, s szinte csak színükben térnek el egymástól.
A siker elsöprő volt, és erre sem Takeucsi, sem a kiadó, de még az anime készítői sem számítottak. Az eredetileg 13 fejezetesre tervezett manga és 46 epizódos anime sikerét látva kétség sem férhetett hozzá, hogy jönnie kell a folytatásnak. Mivel azonban a manga rajzolásával sokkal lassabbban haladtak, mint ahogy az anime adásba került (hetente egy epizód), és ott volt még a továbbra is futó Sailor V, ezért áthidaló megoldásként a TOEI Animation emberei készítettek 13 filler epizódot, amelyek nem nyerték el Takeucsi tetszését maradéktalanul. Ekkoriban azonban a rengeteg munka hatására nem is tudott volna azzal foglalkozni, hogy érdemben beleszóljon az anime készítésébe, sőt egy időben azt is fontolgatta, hogy abbahagyja az egészet. Végül azonban, rajongóira gondolván, mégis folytatta a történetet. A csúszások miatt a manga második története és az anime második évada (R évad) már több ponton eltér egymástól, melyek nem feltétlenül dramaturgiai szempontból történtek.
Egy évvel később, 1994-ben a Sailor V befejeződött, a Sailor Moon viszont közkívánatra folytatódott. A harmadik történet és az anime harmadik (S) évada viszont már számottevően különbözött egymástól, mivel utóbbit a fiatalabb korosztály számára is élvezhetővé kívánták tenni. Ez még inkább igaz volt a negyedik történetre és a SuperS évadra: a manga sokkal sötétebb tónusú és félelmetesebb a kissé gyerekesre sikeredett anime évadnál, ahol valódi történetet egészen az utolsó részekig nem is igazán lehet felfedezni. Takeucsi itt újabb csúszást szedett össze, aminek köszönhetően hat újabb epizódot toldottak be az animátorok. Az ötödik, utolsó történet és évad (Stars) 1996-ban kezdődött, és végül 1997 februárjában fejeződött be, valamivel később pedig a manga is leállt. Takeucsi azonban nem volt elégedett az animével: a befejező évadban gyakorlatilag az egész történetet átírták, és jó pár szereplő a mangából nem vagy nem úgy jelent meg, ahogy eredetileg kellett volna.
A befejezés után a jogok Takeucsi saját vállalkozásához, a PNP-hez kerültek. 2003-ban egy élőszereplős sorozat készült, amelynek az írónő az egyik fő producere lett. Ezzel egy időben újrarendezve, új borítóval, és sok helyen újrarajzolt képekkel megjelent a Sailor Moon és a Sailor V összes megjelent kötete, 2004 őszéig. Azóta külföldön is többször megjelent a mű, a 2010-ben történt nagy licenc-eladásnak köszönhetően pedig a jövőben még legalább három évtizedig élvezhetik a rajongók a mangát és az animét.
Az anime grafikai világa a kilencvenes években elfogadható volt, de később egyre inkább elmaradottnak tűnt, különösen az első két évad esetében feltűnő a kevésbé részletes kidolgozottság. A harmadik évadtól felfelé azonban a minőség egyre javult, a Sailor Stars-szal betetőzve. A 2000-es években az összes epizódot egy általános revíziónak vetették alá – habár mindössze annyit csináltak, hogy felerősítették a színeket, s ily módon felfrissítették a képi világot. Amely országokban vetítésre került azóta a sorozat, újralicencelés következtében, azok már az új, R2 (Revision 2) nevű változatot mutatják be.
A Toei Animation bejelentette, hogy a Sailor Moon 2014 júliusában új animeadaptációt kap, Sailor Moon Crystal címmel, mely teljes egészében mangaadaptáció sorozat lesz. Az első sorozat 2015 nyarán ért véget 26 epizódot követően, 2016 áprilisában pedig folytatódott, Season III alcímmel, melyben 13 részt mutattak be. 2021-ben mutatták be a "Pretty Guardian Sailor Moon Eternal - A film" című kétrészes mozit, amely a manga negyedik történetét dolgozza fel. A Crystal sorozat három évadának karakterei modernebb, inkább a mangára hasonlító ábrázolást kaptak, amelyeket sok kritika ért, főként az első két évad esetében. Az "Eternal" film esetében a karakterábrázolást az eredeti animesorozathoz hasonlóhoz próbálták alakítani. 2023-ban Pretty Guardian Sailor Moon Cosmos – A film címmel újabb kétrészes mozit mutattak be, mely szintén az anime folytatása, és a manga ötödik, egyben utolsó történetívét dolgozza fel.

## A szereplők
- Cukino Uszagi (月野 うさぎ): a sorozat főszereplője. Egy életvidám, kicsit szétszórt, és néha bőgőmasina lány, akinek viszont hatalmas szíve van, megértő, és nagy az áldozatkészsége is. Ő képes átváltozni Sailor Moon-ná, a szeretet és az igazság harcosává. A sorozat kezdetén 14 éves, és semmi sem áll tőle távolabb, mint a harc, ugyanis ő normális lány szeretne maradni. A történet előrehaladtával azonban rájön arra, hogy ereje segítségével képes lehet megmenteni mindazokat, akiket szeret. Sailor Moon-ként ő az Ezüstkristály birtokosa – ez a kő az öröksége a múltból, amikor még a Hold királyságának hercegnőjeként élt. Mivel a kő ereje az ő életerejéhez van kötve, nagyon ritka, hogy teljes energiáját felhasználná, az ugyanis akár a saját halálához is vezethet.
- Csiba Mamoru (地場 衛): Uszaginál valamivel idősebb egyetemista (illetve a mangában végzős gimnazista). Gyerekként egyedüli túlélője egy szörnyű autóbalesetnek, amiben mindkét szülője meghalt. Mamoru ezt követően amnéziában szenvedett.[9] A sorozatban időnként prekognitív képességeket mutat fel,[10] álmokból és megérzésekből vett inspirációk által hajtva válik Tuxedo Kamen-né (a magyar fordításban "Álarcos Férfi"), hogy első számú védelmezője legyen a holdharcosoknak.
- Mizuno Ami (水野 亜美): egy szerény, csendes könyvmoly, Uszagi osztálytársa. Kiemelkedő intelligenciával rendelkezik, IQ-ja állítólag 300 felett van.[11] Az ő alteregója Sailor Mercury. Tanulmányai elvégzése után orvos akar lenni, mint édesanyja. Naivitásának és realista világszemléletének ellentéte állandó súrlódást okoz a személyiségében, ami idővel az egyik legérettebb gondolkodású Senshivé csiszolja őt. Egy mini-számítógéppel is rendelkezik, melyet a jó cél érdekében gyakran használ.
- Hino Rei (火野 レイ): az elegáns Rei a csapat harmadik tagja, akit Sailor Moon „talált meg”, és Sailor Venus után a második vezetője a Belső Harcosoknak (Inner Senshi). A tüzet és lángot uralja mint Sailor Mars, valamint pszichés képességei révén képes megérezni, ha gonosz van a közelben, időnként pedig előérzetei vannak a jövőre nézve, mivel civilben mikó (papnő – női szentélygondozó) egy sintó szentélyben.[12] Uszagival való nézetkülönbségei főképp civakodásokban nyilvánulnak meg, de időnként igen komoly kritikát mond harcostársa felett. Karaktere a mangában és az animében nagyon különböző: előbbiben titokzatos és visszahúzódó, utóbbiban életvidám és harsány. Barátnőivel ellentétben ő egy egyházi iskolába jár, mégpedig sintó hite ellenére katolikusba, s így nem érintik őt olyan mindennapi problémák, mint a többi lányt izgató középiskolai szintvizsgák.
- Kino Makoto (木野 まこと): egy fiús lány, aki egy másik iskolából kerül Uszagi osztályába, vélt erőszakos természete miatt. Valójában a fizikuma miatt lett rosszindulatú előítéletek áldozata. Senki nem mert vele barátkozni, egészen Uszagi kíváncsiskodásáig. A japán lány-átlagnál sokkal magasabb és erősebb, nem habozik bevetni fizikumát, ha egy vita elfajul. Alteregója Sailor Jupiter. Makoto mindkét szülője meghalt évekkel a történet kezdete előtt, egyedül él és visel gondot magára. Szeret főzni, nagyon házias. Fiatalon akar férjhez menni, álma, hogy egy virág- és süteményboltot vezessen.[13] Uszagi az első, akivel komoly barátságba kerül.
- Aino Minako (愛野 美奈子): Minako első szereplése megelőzte mindegyik harcoslányt, külön mangával és háttértörténettel engedte útjára megalkotója, mint Sailor V. A csinos álmodozó Sailor Venus rajong a popkultúráért: minden vágya, hogy sztár legyen. Karaktere nagyon hasonlít Uszagiéra, bár talpraesettebb nála.[14]
- Csibiusza (ちびうさ): Uszagi és Mamoru jövőbeli lánya, körülbelül 6-9 év közötti, amikor először megjelenik a harcosok életében (a mangában az alternatív történet miatt körülbelül 900 éves). Eredeti neve Uszagi "Small Lady" Serenity, a becenevét megkülönböztető jelleggel kapta. Először azért jön vissza a múltba, hogy segítséget keressen a szülei megmentéséhez, később azonban már mint Sailor Chibi Moon szerepel, aki tapasztalatgyűjtés céljából érkezik, mint a jövő harcosa. Bár tudatában van annak, hogy Uszagi a jövőbeli anyja, a múltban mégsem viselkedik vele tisztelettudóan, inkább olyanok, mint a testvérek. Kettejük között azonban mégis mély kötődés fedezhető fel. Legfőbb álma, hogy egyszer ő is olyan szép lehessen, mint az édesanyja.[15]
- Meió Szecuna (冥王 せつな): egy rejtélyes nő, aki először mint Sailor Pluto jelenik meg, aki az Időt vigyázza az illetéktelen utazóktól. Civilben csak jóval később jelenik meg a Földön, hogy a maga távoli, csendes és sokszor idegen módján segítse a harcosokat. Habár rá szabott feladata miatt nagyon magányos személyiség, a kis Csibiuszával közeli barátságba kerül. Ő a legidősebb a harcosok között, és néhány különbség is megfigyelhető közte és a többiek közt: bőrszíne sötétebb, a mangában pedig úgy utalnak rá, mint Kronosznak, az idő istenének lányára. A mangában plátói szerelmet érez Endymion király iránt.
- Kaió Micsiru (海王 みちる): a tengerkék, hullámos fürtű, kék szemű Micsiru remekül hegedül, úszik és fest. A harcosok közül ő érdeklődik a legmélyebben a művészetek iránt és a sorozatban szívesen fejezi ki magát egy szenvedélyes hegedűszólóval. A harmadik történetben lép színre Harukával, azaz Sailor Uranusszal karöltve, hogy a titokzatos Talizmánok után kutakodjanak. Felfogásuk sokban különbözik az Inner Senshi (Belső Harcosok) filozófiájától, sokkal vadabbak és individuálisabbak, ezért számos alkalommal, egészen a végkifejletig inkább keresztezik egymás terveit, mintsem segítenék azt.
- Tennó Haruka (天王 はるか): egy jó természetű, maszkulin lány. Haruka ugyanannyi idős, mint partnere, Micsiru, s ők ketten valamivel idősebbek a holdharcosoknál. Alteregója Sailor Uranus, az Ég Harcosa. Mielőtt harcossá vált, az álma az volt, hogy híres versenyző lehessen, és még most is szenvedélyei a gyors autók és motorok. Szeret úgy öltözködni és viselkedni mint egy férfi, különösen a mangában ruházzák fel ilyen attitűddel. Mint harcos, nem kedveli a csapatjátékot, csak Sailor Neptune-nal, Plutóval és Saturnnal "dolgozik" szívesen – ugyanakkor Serenity hercegnőért az életét is feláldozná. Közte és Micsiru között egy nagyon finoman ábrázolt leszbikus kapcsolat fedezhető fel.
- Tomoe Hotaru (土萠 ほたる): egy édes, magányos fiatal lányka. Apja egy megszállott tudós. Hotaru egészsége gyenge lábakon áll egy hajdani laborbaleset miatt. Az életét sokáig beárnyékolja ez a sötét titok, ami rányomja bélyegét a családja jelenére, de miután legyőzi, belőle válik a Csend Harcosa (Soldier of Silence), azaz Sailor Saturn. Saturn a pusztítás erejét kapta,[16] méghozzá olyan hatalmasat, hogy Hotaru nagyon ritkán hívja elő; a többiektől eltérően az ő harcos és civil élete szeparált. Töprengő típus, emberi alakjában érthetetlen és misztikus gyógyító képességgel rendelkezik.

## A Sailor Moon, és a történetén alapuló más művek

### Manga
A történet eredetijét képező képregény eredetileg 52 fejezetes, s ezen belül öt különálló blokk olvasható. 1991 és 1995 között jelent meg a Kódansa gondozásában, 18 nagyobb kötetben (Volume). A korábbi Sailor V-sorozat egyes szereplőit és elemeit is átvette a manga. Emellett hangsúlyt kapott benne az asztronómia, az asztrológia, a görög és római mitológia, a geológia, japán kulturális hagyományok, valamint az iskolás lányok szokásai.
Eredetileg mindössze egyetlen történet készült volna el, de a hatalmas sikerre való tekintettel Takeucsi tovább rajzolta. Még négy fő sztorivonalat kerekített ki, melyek aztán egy-két hónappal később az animében is megjelentek. A manga mind az öt blokkját egy speciális "art book" zárta le, melyekben a szerző által készített exkluzív képek voltak, valamint saját megjegyzései a mangával kapcsolatban.
2003-ban az élőszereplős sorozathoz kedvcsinálásként újra kiadták a mangát, de akkor már nagyobb kötetekbe rendezve. Tizenkét kötet jelent meg hatvan fejezetre tagolva, két bónuszkötet (melyben összefoglalták az addig különállóan megjelent novellákat), valamint a "Codename: Sailor V", két kötetbe rendezve, mindez vadonatúj borítóval és néhány speciális, kiszínezett oldallal, valamint ahol szükséges volt, modernizálással, és új rajzokkal. 2013 végén úgynevezett "kanzenban" kiadásban, A/4-es méretben, felújított rajzokkal és vadonatúj borítóval ismét kiadták a teljes sorozatot.
Magyarországon a manga nem jelent meg, bár az Interneten ismert egy rajongók által készített fordítás. Helyette az Adoc-Semic adott ki egy anime-képregényt, mely Japánban is ismert volt. Ennek a kiadását 2000-ben az érdeklődés csökkenésével megszüntették, bár előtte a kiadást megpróbálták felgyorsítani azzal, hogy kiadásra került, az ún. "Sailor Moon Füzetek", amely az R-évad történéseit mutatta be, de a kiadással csak az anime 60. epizódját feldolgozó történetéig jutottak.

### Anime
A történetből eredetileg 5 évad készült a Toei Animation és a TV Asahi koprodukciójában, ezek sorrendben: Sailor Moon (Classic néven is szokták emlegetni), Sailor Moon R (népszerű tévhittel ellentétben nincs konkrét jelentése, de a Return, illetve a Romance jelzőkkel illetik), Sailor Moon S (Super), SuperS (Super Super), és Sailor Stars. 1992 és 1997 között vetítették Japánban, összesen 200 részen keresztül.
A Sailor Stars sorozatot csak nagyon kevés országban sugározták. Ennek oka többnyire az volt, hogy az újonnan érkezett szereplők nemi identitása kétséges, és emiatt sok országban nem vetíthették (de például a német RTL II a siker miatt megvette, így hazánkban is látható volt, igaz, német nyelven). Más országokban a licenceléssel voltak problémák, a Sailor Starst ugyanis ekkoriban még különálló sorozatként lehetett licencelni. A magyar változat is véget ér a SuperS részekkel.
Léteznek továbbá mozifilmek is, egy az R-hez, egy az S-hez és egy a SuperS-hez, valamint 2021-ben a "Sailor Moon Eternal", 2023-ban pedig a "Sailor Moon Cosmos" film. Van néhány extra epizód is: egy 3 részes SuperS TV-s különkiadás és egy "Ami első szerelme" című rövid történet, ami a manga egyik sztoriját dolgozza fel. Eredetileg a filmeknek nem volt magyar szinkronja, de 2012-ben a NovaVoice Stúdió elkészítette a Sailor Moon R-film szinkronját
Magyarországon az RTL Klub sugározta 1997 októbere és 1999 augusztusa között minden hétköznap délután, illetve egy időben hétvégenként reggel, "Varázslatos álmok" címen. A SuperS sorozat után a Stars nem került adásba. A fordítás alapja a francia változat volt, bár helyenként használták a japán elnevezéseket is, esetleg saját, magyaros elnevezéseket, akár egy részen belül is, helyenként zavaró hatást keltve, ráadásul rengeteg félrefordítással és magyartalan kifejezéssel - emellett főként a későbbi évadokban kevesebb szinkronszínésszel dolgoztak, ezért több szereplőnek is ugynaaz volt a hangja. Mivel a franciák sem vették át az 5. sorozatot, így nálunk is csak 166 rész volt látható a 200 epizódból (pontosabban a kimaradt részek és a kivágások miatt csak 165 rész, ugyanis a 44. epizódot soha nem adták le). Emellett 2 mozifilm és az öt special epizód sem került szinkronizálásra. A négy évad a csatorna Rajzfilm Klub nevű blokkjában került levetítésre, más animékkel együtt. Mind a 4 évadot kétszer vetítették le, így a 165 rész mindegyike négyszer került összesen levetítésre. 1999 augusztus végén a 4. évad, a SuperS ismétlése után már nem vetítették a sorozatot. DVD-n sem adták ki magyarul.
2010 decemberében azonban a Toei Animation bejelentette, hogy Észak- és Kelet-Európában Plus licenc keretében fogja árusítani a Sailor Moon TV-s, DVD-s és ajándéktárgyas jogait 30 évre, együtt a One Piece és a Dragon Ball jogaival. 2014 nyarán pedig bemutatták a teljesen mangahű Sailor Moon Crystal sorozatot, amelynek szinkronstábja Micuisi Kotono kivételével teljesen lecserélődött.
A manga és az eredeti animesorozat között több ponton eltérések fedezhetőek fel. Többek között Hino Rei karakterének radikális személyiség-változása, Csiba Mamoru háttérbe szorulása a későbbi anime-epizódokban, a Sailor Starlights-ok ábrázolása, illetve szereplők kihagyása (pl. Sailor Kakyuu) vagy épp kitalálása (a teljes "Makaidzsu" éra, vagy az ötödik évad elején a Nehellénia-történetszál folytatása).
A sorozathoz általában véve mind Japánban, mind Magyarországon kitűnő szinkronszínészek adták a hangjukat. Sajnos azonban a magyar változatban a hangok több, rendszeresen felbukkanó szereplő esetében változtak vagy éppen ugyanaz a színész kölcsönözte több karakternek is a hangját.
| Főszereplő                                                      | Japán hang               | Japán hang (SMC) | Magyar hang                                            | Magyar hang (R-film) |
| --------------------------------------------------------------- | ------------------------ | ---------------- | ------------------------------------------------------ | -------------------- |
| Sailor Moon/Cukino Uszagi (magyar változatban Bunny Riviére)    | Micuisi Kotono Araki Kae | Micuisi Kotono   | Csondor Kata                                           | Szabó Luca           |
| Tuxedo Mask/Csiba Mamoru (magyar változatban Bourdu)            | Furuja Tóru              | Nodzsima Kendzsi | Debreczeny Csaba (1. évad) Holl Nándor                 | Ropog József         |
| Sailor Mercury/Mizuno Ami (magyar változatban Molly)            | Hikaszava Aja            | Kanemoto Hiszako | Mics Ildikó                                            | Mérey Lilla          |
| Sailor Mars/Hino Rei (magyar változatban Raye)                  | Tomizava Micsie          | Szato Rina       | Dögei Éva                                              | Dögei Éva            |
| Sailor Jupiter/Kino Makoto (magyar változatban Marcy Maurane)   | Sinóhara Emi             | Kosimizu Ami     | Kiss Eszter (1. évad) Kökényessy Ági                   | Németh Csilla        |
| Sailor Venus/Aino Minako (magyar változatban Matilda)           | Fukami Rika              | Ito Sizuka       | Kiss Virág                                             | Molnár Ilona         |
| Sailor Uranus/Tennó Haruka (magyar változatban Fréderique)      | Ogata Megumi             | Minagava Dzsunkó | Seszták Szabolcs (civil) Simonyi Piroska (harcos)      |                      |
| Sailor Neptune/Kaió Micsiru (magyar változatban Myléne)         | Kacuki Maszakó           | Ohara Szajaka    | Simon Eszter                                           |                      |
| Sailor Pluto/Meió Szecuna (magyar változatban Sylvana)          | Kavasima Csijokó         | Ai Maeda         | Németh Borbála Biró Anikó Kökényessy Ági Hirling Judit |                      |
| Sailor Saturn/Tomoe Hotaru (magyar változatban Olivia Williams) | Minagucsi Jukó           | Fudzsi Jukijó    | Papp Ági                                               |                      |
| Csibiusza/Sailor Chibi Moon (magyar változatban Kamilla)        | Araki Kae                | Fukuen Miszato   | Molnár Ilona Papp Ági (pár részben)                    | Kiss Bernadett       |
| Luna                                                            | Han Keikó                | Hirohasi Rijó    | Somlai Edina                                           | Andrádi Zsanett      |
| Artemisz                                                        | Takató Jasuhiró          | Obajasi Jóhei    | Németh Zsuzsa                                          | File Csaba           |
| Diana                                                           | Nisihara Kumiko          | Nakagava Soko    |                                                        |                      |
| Naru Oszaka (magyar változatban Nanou)                          | Kakinuma Sino            | Szató Szatomi    | Zsigmond Tamara                                        |                      |
| Gurio Umino (magyar változatban Márk ill. Joel)                 | Nanba Keicsi             | Jamasita Daiki   | Bartucz Attila                                         |                      |
| Furuhata Motoki (magyar változatban Tomi ill. Guillaume)        | Szató Hirojuki           | Szató Hirojuki   | Seszták Szabolcs                                       |                      |

Az egyes szereplők nevei eltérnek a magyar változatban, ugyanis az a francia verzió alapján készült. A magyar nevek az egyes szereplők szócikkeinél olvashatóak.

### Musical
A zenés színpadi előadások, amiket általában SeraMyu-ként említenek együttesen, olyan színházi produkciók, amiket 1993 és 2005 között több mint 800 előadás keretében játszottak mintegy 29 musicalben. Évente kétszer voltak láthatók, egyszer télen, és egyszer nyáron. 2005-ben a sorozat félbeszakadt, és csak 2013-ban, az új animesorozat bemutatásával egyidőben indult újra. Ezek a művek adták meg a kezdő lökést az élőszereplős sorozat létrehozásához.

### Videójátékok
Számtalan konzolra jelentek meg Sailor Moon játékok, melyek mindegyike az animére épült. A korai játékok oldalról scrollozósak voltak, később viszont teret nyertek a verekedős, vagy rejtvényes verziók. Még egy körökre osztott RPG is megjelent.
Általában először a Super Famicom (SNES) gépekre jelentek meg először, majd később Sega Mega Drive-ra, Game Boy-ra, Sega Saturnra és PlayStationre. A legutolsó játék 2011-ben jelent meg Olaszországban Nintendo DS-re. Összességében elmondható, hogy Japánon kívül nemigen jelentek meg ezek, kivétel ezek alól az illegálisan terjedő kópiák.

### Élőszereplős sorozat
A Sailor Moon live-action verziója 2003. október 4-e és 2004. szeptember 25-e között került bemutatásra. A sorozat hivatalos címe Pretty Guardian Sailor Moon, röviden PGSM, és ez az első sorozat, ami teljesen angol címet kapott. Összesen 49 részből áll, és a Tokyo Broadcasting System neve alatt került bemutatásra. Másik 28 TV-csatorna is megvásárolta a jogokat és leadta a részeket. Története az első epizódokban inkább a mangához áll közelebb, mint az animéhez, később azonban mindkettőtől kezdett jelentősen eltérni.

### Parallel Sailor Moon
A Parallel Sailor Moon egy 1999-es japán képregény, amit Takeucsi Naokó írt és rajzolt. A történet a Sailor Moon sorozat alternatív közeljövőjében játszódik, és inkább komolytalankodásnak lehet tekinteni, amely egyfajta tisztelgés a Nyúl éve előtt. Az újra kiadásra került mangakötetek közül a "Rövid történetek 2." is tartalmazza.

### Tematikus étterem
2019 augusztusában nyílt Tokió Azabu-Dzsúban kerületében (ahol a történet játszódik) a Shining Moon Tokyo étterem, amelynek arculata a Sailor Moonra épült. A vendégek Sailor Moon tematikájú menüből álló ebédet és vacsorát fogyaszthattak, ajándéktárgyakat vásárolhattak, fényképezkedhettek egy félhold előtt, vitrinekben megtekinthették a szereplők jelmezeit. Vacsoraidőben naponta két-három zenés színpadi előadást tartottak. A vendégeknek a ráadásszámok alatt volt engedélyezett a fényképezés és a videófelvétel készítése. Ilyenkor a színészek egy ideig le is mentek a színpadról az asztalok közé. Időnként különleges rendezvényeket is tartottak, jellemzően ünnepnapokon vagy egyes karakterek születésnapján. Az étterem működését hosszú távra tervezték, de a Covid19-pandémia következtében 2020 februárjában bezárt, majd júniusban bejelentették a végleges megszűnést.

## Zene
Az anime sorozat főcímdala a "Moonlight Densetsu" (ムーンライト伝説) lett (magyarra lefordítva Holdfénylegenda). Ezt használták az első négy évad során, bár apróbb változtatásokat eszközöltek rajta. Az első két évadnak a nyitódala volt, a DALI előadásában, míg a harmadik és negyedik évadban a Moon Lips adta elő, kissé áthangszerelve. A Sailor Stars sorozatban egy teljesen új dal, a "Sailor Stars Song" jelent meg, de a Moonlight Densetsu a befejező epizódban újra visszatért. Külföldön több helyütt megmaradt ez a dal, többek között az Egyesült Államokban, azonban ott lefordították és átírták angolra a dalszöveget. Ismertek lettek a záródalok is, többek között a "Heart Moving" ("Mozgó szívek"), az "Otome No Policy" ("Egy hajadon viselkedése"), a "Tuxedo Mirage" ("Szmokingos délibáb") illetve a "Watashitachi Ni Naritakute" ("Veled szeretnék lenni"). A Moonlight Densetsu eredetileg egy szerelmi témájú dal, mely Uszagi és Mamoru érzelmeit hivatott leképezni.
Magyarországon a franciák által készített főcímdal vált ismertté (Bernard Minet előadásában), mely egyáltalán nem hasonlít az eredetire. A 2012-ben készült újabb szinkronos változatoknál azonban lefordították a "Moonlight Densetsut", a "Moon Revenge"-dzsel egyetemben. Németországban is saját főcímdalt készítettek, itt azonban többféle is készült, attól függően, hogy éppen melyik évadot vetítették. A dal előadói, a Super Moonies, később nagy népszerűségre tettek szert, s több albumot is megjelentettek.
A sorozat dalaiból később töméntelen mennyiségű lemez jelent meg, két sorozatot azonban mindenképpen meg kell említeni. A "Sailor Moon Memorial Music Box" egy 10 CD-s gyűjtemény, melyben az első öt évadban és a filmekben hallható zenék találhatóak – csatadalok, témák, szomorú vagy éppen vidám helyzetben szóló aláfestő zenék. Emellett létezik egy "Sailor Moon Memorial Song Box" is, mely 6 CD-s, és a szöveggel rendelkező, 3-6 perces dalok találhatóak meg rajta.
A Sailor Moon Crystal főcímdalát és záródalát is a Momoiro Clover Z nevű lánycsapat énekli, a főcímdal a "Moon Pride", a záródal pedig a "Moon Rainbow" címre hallgat. A Season III openingje a "Fall In Love With The New Moon", amit többen is előadnak: Jakusimaru Ecukó, Horie Micukó, és a Momoiro Clover Z. A záródal az "Eternal Eternity" az első négy részben (illetve az utolsóban), amit Minagava Junkó és Ohara Szajaka adnak elő. Az ötödiktől a nyolcadik részig Fukuen Miszató énekli a "Maiden's Advice" című dalt, a 9-12. részekben pedig az "Only Eternity Ties Us Together" hallható Nodzsima Kendzsi előadásában. Az "Eternal" film főcímdala a "Moon Color Chainon", amit a Momoiro Clover Z énekel, az "Eternal" filmé pedig a "Cuki no Hana" ("Holdvirág"), Daoko előadásában.

## Fogadtatás
A manga 1993-ban elnyerte a Kodansha Manga Award-ot. Nem sokkal később az anime is sikeressé vált. Olyannyira, hogy bár eredetileg mindössze egy évadot terveztek készíteni belőle, amit hat hónapig vetítenek, végül egy öt évig tartó sorozat lett az eredmény. Japánban szombat esti főműsoridőben vetítették, 11-12%-os közönségaránnyal. Az anime 1993-ban elnyerte az ANIMAGE Anime Grand Prix nagydíját.
A Sailor Moon franchise három év alatt körülbelül másfélmilliárd dollár értékűre növekedett. A kritikusok véleménye szerint a sorozat jól el lett találva, ábrázolásának köszönhetően pedig a mangáénál szélesebb közönség szeretetét élvezheti. A sikert meglovagolva hasonló stílusban később több anime is készült. A legismertebbek: a Wedding Peach, a Magic Knight Rayearth, a Nurse Angel Ririko, és az Utena.
Az első országok, ahol a sorozatot levetítették külföldön, Spanyolország és Franciaország voltak, 1993 decemberétől. Észak-Amerikába is eljutott, akárcsak a manga, amely a Tokyopop legjobban keresett művei közé tornászta fel magát. Dél-Korea, amely hagyományosan ellenáll a Japánból érkező kulturális dolgoknak, csak 1997-ben kezdte meg az átvételt.
Az anime sorozat esetében a kritikusok kiemelik, hogy a karakterek közötti szoros barátságot előtérbe helyezi, emellett sok és változatos karaktert szerepeltet, akik mind jól ki vannak dolgozva, és egyéni történetük van, és ezeknek köszönhetően széles közönsége van. Negatívumként említették azonban meg a sorozat kiszámíthatóságát, a "minden részben egy szörny" sablont, valamint azt, hogy számos jelenet (különösen az átváltozások és a támadások) epizódról epizódra ugyanazok.
Nem minden országban illették a kritikusok egyértelműen pozitívan a művet, bár ez leginkább a lokalizált változatoknak szólt. Az Egyesült Államokban készített szinkronos változatról például általában véve lesújtóan nyilatkoznak, különösen az első két évadról, ahol a képsorokat és a zenét is újravágták. Erre a kilencvenes évek elején hatályban lévő törvények miatt volt szükség, nem ábrázolhattak erőszakot semmilyen formában, a karakterek még játékosan sem érinthették meg egymást félreérthető módon, és minden epizód végére bekerült egy oktató-nevelő blokk is. A harmadik és negyedik évad megjelenése idején már nem voltak ennyire szigorú szabályok, ezért ezek szinte érintetlenek maradtak.
A manga esetében a kritikusok úgy nyilatkoztak, hogy remekül ötvözi a sónen és a sódzso stílusokat, a harci jelenetek pedig látványosak és kevés bennük a vér – noha a mű nagy hibája az ismétlődő cselekménysorozat. Az animéhez képest ráadásul a manga sokkal tragikusabb, a rajzfilmváltozattal ellentétben sokkal nagyobb hangsúlyt fektet Uszagi és Mamoru kapcsolatára, és a környezet is sötétebb.

### Sailor Moon a világ körül
Általánosságban elmondható, hogy mindegyik ország, amelyik megvásárolta az anime vetítési jogát, cenzúrázott valamit a sorozat képkockáin, illetve változtatott a sorozaton valamit. Ezek többnyire ezekre vonatkoztak:
- a homoszexualitás ábrázolása (pl. Zoisite és Kunzite valamint Haruka és Micsiru testvérek, unokatestvérek lettek)
- az amerikai változatokban, Koreában, Indonéziában és Malajziában a meztelenség montírozása/kivágása
- a véres és az erőszakos jelenetek cenzúrázása (többnyire kivágása)
- mágikus jelképek és varázslatok (pl. pentagramma, Sailor Mars démonűző papírjai, Szent Grál, stb.) átrajzolása/kivágása
- nemek felcserélése (pl. Starlights trió, illetve a német változatban Zoisite nővé változtatása)
- bizonyos epizódok, illetve a teljes 5. évad elhagyása (ez utóbbi a Starlights trió nemváltásos átváltozásai, illetve az évad licencének magas ára miatt is indokoltnak tűnt sok országban)
- nevek lecserélése (ennek oka a kilencvenes évek elején a japán kultúrától való idegenkedés is lehetett)

#### Országos áttekintés
- Brazília: az első évadot 1996-ban fordították le brazíliai portugál nyelvre, de a szinkront készítő Gota Mágica stúdió időközben csődbe ment. 2000-ben végül a Cartoon Network jóvoltából a BKS stúdióban szinkronizálták a maradék négy évadot is, a rajongók szerint nem túl jó minőségben. A szinkron alapja a mexikói változat volt, mely az amerikai szinkronra épült, ezért a nevek is nagyjából megegyeztek az ottanival, de a cenzúra kevesebb volt.
- Dél-Korea: 1997-től adták le mind az 5 évadot a KBS-n, sok részt kihagyva. 156 epizódot mutattak be, amelyekből minden Japánra történő utalást és feliratot eltávolítottak, az átváltozásokat megvágták: az intim testrészeket fehér villanással takarták ki, illetve újravágták a képet, hogy ne lehessen fedetlenül látni a szereplőket. A meztelen testeket utólagos rajzolással felruházták (pl. az 5. évad záró része), és a szereplők nevét is megváltoztatták. Ez alapján készült a mangaváltozat is, az egyik a kilencvenes években, a másik még most is kapható. 2013-ban új licencet vásároltak és új szinkront kapott az anime, ezúttal viszont nem alkalmaznak cenzúrát.
- Észak-Amerika: az első két évadot 1995-1996-ban nagyon komoly újravágás és lokalizáció után adta ki a DiC Entertainment LLC a Cartoon Network-ön, gyakorlatilag gyerekeknek szóló rajzfilm szintjére lebutítva az animét. 2000-ben a harmadik és a negyedik évad is vetítésre került, de ekkor már alig alkalmaztak változtatásokat. Később kiadták a sorozatot DVD-n, vágatlan változatban is. Az 5. évadot nem sugározták. 1997-1999 között kiadtak egy felemásra sikerült manga-fordítást, majd 2011-től kezdve a japánhoz teljesen hű második kiadást. Az USA-ban először tervbe volt véve a ToonMakers Inc. és a Renaissance Atlantic Entertainment stúdió gondozásában egy saját, félig élőszereplős, félig rajzfilmes Sailor Moon-feldolgozás, az animét kiváltva. A ToonMakers 1994-ben el is készítette a kb. 2 perces, zenés bemutatóját, melyet hivatalosan sosem hoztak nyilvánosságra, de egy szűk körű vetítés kamerafelvétele kazettán elterjedt (a videó után „Saban Sailor Moon” néven híresült el, tévesen, mert nem a Saban Entertainment készítette). Készült egy 17 perces pilot epizód is, ami azonban sosem került nyilvánosság elé. A jogokat végül a DiC nyerte meg az anime szinkronizálására. 2014-ben a Viz Media szerezte meg az anime forgalmazásának jogait. A sorozatot újraszinkronizálták, immár teljes hosszában, a három mozifilmmel és a különkiadásokkal együtt, cenzúrázatlanul, az eredeti japán nevek megtartásával. Szintén a Viz Media forgalmazásában készült a Sailor Moon Crystal angol nyelvű szinkronja, a régi animével egyező szereposztással.
- Finnország: a svéd változatot adták le, finn felirattal, 2002. szeptember 7-től a SubTV-n.
- Franciaország: Nyugat-Európában az első ország volt, amely megvásárolta a Sailor Moon-t, 1993-tól sugározták. Mint a legtöbb francia szinkronizálásra kerülő műsor, így a Sailor Moon is új főcímdalt kapott, újravágott videóval és egyedi logóval. Kisebb cenzúrázásokat alkalmaztak, és a szereplők többségének a nevét lecserélték franciára, a mellékszereplőkét véletlenül kétszer is egy alkalommal. Néhány helyen több vágási és szinkronizálási hiba is volt, leginkább az első évadban. Csak az első négy évadot vetítették le. A SuperS évadot a 149. résztől elkezdték kiadni DVD-n, de a licenc szerződés lejártával ez félbeszakadt. Szinkronizálták az R széria alapján készült moziváltozatot is. A manga 1995-1999 között került kiadásra, kisebb módosításokkal, félig a francia, félig a japán neveket használva. A francia szinkron alapján készült el a magyar változat is.
- Fülöp-szigetek: 1995-től kezdték el vetíteni az ABC csatornán, japán változat alapján, tagalog nyelven. A többi szinkronnal ellentétben a különböző frázisokat (átváltozás, támadás) nem fordították le, az opening dalok közül is csak az elsőt. 2012-től újra sugározták az ABS-CBN csatornán.
- Görögország: a világon elsők között szinkronizálták a sorozatot. 1995 és 1998 között az ANT1 csatorna szinkronjával adták le mind az öt évadot, minimális változtatásokkal. 2002-ben a Star Channel tévécsatorna megbízásából készült egy második szinkron is, de a kritikák miatt a 88. résznél (2. évad) befejezték a sugárzást 2003 elején. Érdekes hiba mindkét változatnál két harcos, Sailor Mercury (Έρμῆς [ermí] – Hermész) és Sailor Saturn (Κρόνος [kronú] – Kronosz) harcosnevének többszöri felcserélése. Az első szinkronban Sailor Jupitert is Kronoszként nevezték meg a 4. évad egyik részében. A dalok javarészt megmaradtak, a főcímzenét lefordították, néhány nevet pedig megváltoztattak.
- Hollandia: a német szinkronból lett lokalizálva, 2002-ben vetítettek le 52 részt, ezt a változatot mutatták be Belgiumban is.
- Horvátország: szintén a német változatot licencelték, és teljes egészében lefordítva vetítették 2001-től a NOVA TV-n, horvát nyelven.
- Indonézia: 1995 és 2000 között vetítették az animét, minimális eltérésekkel, indonéz és maláj nyelven, utóbbival Malajziában. Malajziában cenzúrázták az átváltozásokat. 1993 és 1998 között a mangát is kiadták. 2013-ban Indonézia új licencet vásárolt, újraszinkronizálták a részeket, és ismét adásba került az anime. Ebben a változatban viszont a malájhoz hasonlóan cenzúrázottak az átváltozások.
- Izrael: az új, 2011-es licenc alapján felújított képi és hangminőségű japán változatot sugározzák héber nyelven az Arutz HaYeladim-on . A dalok mindegyikét itt is lefordították.
- Kína: a japán változatnak megfelelően készült, mind kantoni nyelvjárásban, mind mandarin kínai nyelven. A manga is megjelent, egyszerűsített kínai változatban. Hong Kongban kantoni nyelvjárásban vetítették, az anime-képregény és a manga pedig hagyományos kínai nyelven jelent meg. 2010-től újra vetítették az animét.
- Lengyelország: 1994-1997 között vetítették teljes egészében, először a Polsat, majd 2000 és 2001 között újra a Polsat 2 csatornákon, hangalámondással a japán változatra, francia szövegkönyv alapján, kisebb cenzúrázással. A Polsat leadta az R filmet, majd később mindhárom film és a háromrészes SuperS special is kiadásra került VHS-en. 1997 és 1999 között kiadták a mangát is, illetve a SuperS film megjelent DVD-n. A 45., 46., és 133. részt sosem adták le. 2011-től új licencet vásároltak, és új hangalámondással vetítik a TV4 csatornán.
- Litvánia: a japán változatot sugározták, litván hangalámondással.
- Magyarország: 1997. októbere és 1999. augusztusa között sugározta az RTL Klub, a francia változat alapján. Egy rész kivételével az összes a HidiVox Stúdióban lett szinkronizálva. Kisebb helyi változtatásokon túl, az anime a francia változatnak megfelelően került levetítésre. A rajongók véleménye megoszló a magyar szinkron minőségével kapcsolatban. A mangát hivatalosan sosem adták ki, csak egy olasz változat alapján készült anime-képregényt, melyet az R elején félbehagytak.
- Mexikó: mind az öt évadot és mindhárom filmet leadták, 1996-1999 között, az első kettőt az amerikai elnevezések használatával. Kisebb lokalizáció és cenzúra volt alkalmazva. A manga negyedik és ötödik történetét is kiadták, az amerikai változatból fordítva.
- Nagy-Britannia: 1999-2000 között vetítették le az amerikai szinkronos változat első két évadát. Többször is beharangozták a folytatást, de azt sosem vetítették. A megjelent epizódokat később kiadták DVD-n, de nem aratott nagy sikert. Ezt a változatot Írországban is bemutatták .
- Németország: 1996 és 2000 között vetítették mind az öt évadot (kivéve a 89. részt), nagy sikerrel. Alig alkalmaztak cenzúrát, azt is jobbára csak az első évadban. szinkronizálták a mozifilmeket is. A dalokat kivétel nélkül lefordították németre, egyes esetekben teljesen saját elképzelésű dalokat használtak, melyeket mind a Super Moonies nevű csapat készített el. 1998-2000 között kiadták a mangát is. 2010-től újra sugározták a sorozatot.
- Olaszország: először 1995-től vetítették mind az öt évadot, némiképp lokalizálva: pár nevet megváltoztattak, ahogy az évadoknak is külön címet adtak, és a dalok is le lettek fordítva. Kiadták egy anime-képregény sorozatot is. 2010-től kezdve másodszor is levetítették. Érdekesség, hogy a mozifilmeket és a speciális epizódokat is lefordították. A manga először 1995-1999 között került kiadásra, majd 2010-2011 között ismételten.
- Oroszország: 1996-1997 között vetítették, hangalámondással az első 3 évadot. Majd később 2001-ben fordították le a 4. és az 5. évadot.
- Portugália: 1996 és 2002 közt vetítették mind az öt évadot, majd 2011-től megismételték. Kisebb változtatásokat alkalmaztak az eredeti változathoz képest.
- Románia: a TVR1 csatorna vetítette a japán verzió alapján, hangalámondással, 1997. június 3. és 1998 között.
- Spanyolország: 1993 és 2002 között folyamatosan adásban volt. A 3. évad után különböző szinkronstúdiók készítették el a többi szinkront, így lassabban kerültek adásba a részek. Az R film illetve a Make Up! Sailor Senshi c. speciált is sugározták, előbbit VHS-en is kiadták. Itt is voltak névváltoztatások, és bizonyos mértékű cenzúra. Ezzel egy időben a mangát is kiadták, franciából fordítva. A Spanyolországhoz tartozó Katalónia autonóm közösség saját szinkront készített a spanyol változat alapján, katalán nyelven.
- Svédország: az anime első két évadát mutatták be, a portugál változat alapján, svéd szinkronnal, 1996 és 2001 között, meglehetősen ritka vetítési gyakorisággal. Kisebb változtatások voltak: a 49., 54., 68., és 89. részeket sosem adták le, technikai okokra hivatkozva. A főcímdalokat lefordították svédre. Egy animéből készített képregény sorozat megjelent, de a mangát licenc hiányában már nem tudták kiadni. Az első évad első 18 része megjelent VHS kazettán.
- Thaiföld: 1994-től vetítették, minimális eltérésekkel a japán változathoz képest. A főcímdalt is lefordították.
- Törökország: 1993-tól sugározták mind az 5 évadot, török nyelven, a kínai változat alapján.
- Ukrajna: 2002 környékén mutatták be a német változat alapján, ukrán hangalámondással a Novy Kanal csatornán.
- Vietnám: Az amerikai és a japán változatot adták le vegyesen, hangalámondással.

### Erkölcsi tanulság
A Sailor Moon-ban a jó és a rossz egymással való szembenállásának mélyebb vonatkozásai is vannak. Ez a mangában, ennek komolyabb hangvétele miatt, jóval nyilvánvalóbb. Az első történet során az egymástól elszakított szerelmesek elválaszthatatlanságát tragikus vonallal színezte ki az alkotó: Serenity hercegnő itt nem egyszerűen meghal, hanem öngyilkos lesz, kiemelve a főszereplő, Sailor Moon háttérben megbúvó félelmeit is. Ahogy a történet előrehalad, úgy lesz a kezdetben rettegő Uszagiból bátor harcos, akit mindazonáltal végig az motivál, hogy megmentse szeretteit. Csak ezért száll harcba minden esetben, ugyanakkor barátai nélkül képtelen lenne véghezvinni rengeteg hőstettét. A barátság, a szerelem, és az összetartás így központi motívummá válik, mely a gonoszsággal, mint a magány, a nyers erő, és a kegyetlenség megtestesülésével áll szemben. A harmadik történet során ez még inkább bonyolódik, amikor felmerül annak a kérdése, hogy szabad-e a jó cél érdekében megölni valakit, megmentve ezzel a világot. A manga ötödik történetének végén pedig a jövőből érkezett Sailor Cosmos dilemmája merül fel: a barátait vesztett harcos, bár lenyűgöző ereje van, nem mer szembeszállni a gonosszal, hanem inkább a múltba visszatérve próbálja megakadályozni a katasztrófa bekövetkeztét. Végül furcsa módon a barátai segítségére maximálisan számító Sailor Moon javasolja neki, hogy térjen vissza a saját idejébe és nézzen szembe a démonaival.
Inkább az animében domborodik ki viszont az a tény, hogy míg a jó erői általában véve barátok és szoros kapcsolat van köztük, addig a gonoszok jellemzően magányosak, és az a tudat motiválja őket, hogy senkire nem számíthatnak vagy hogy senki nem szereti őket. A mangában jellemzően ilyen Beryl királynő és a Káosz, az animében pedig a legtöbb főellenség esetében megmutatkozik ez kisebb-nagyobb mértékben, de jellegzetesen Black Lady és Nehellénia azok, akiket a magány feletti kétségbeesésük motivál. Végül éppen Sailor Moon és a barátai azok, akik a gonoszokat saját szeretetük erejével meggyőznek arról, hogy nincsenek egyedül, és számíthatnak rájuk.
Néhány szexuális tartalmú motívum nehezen elfogadható a japán kultúrától idegen társadalmakban. Zoisite és Kunzite animebeli homoszexuális kapcsolata vagy Haruka és Micsiru félig-meddig leszbikus viszonya azonban rendkívül finoman van ábrázolva, és az egyes karakterek közti erősebb kötődést jelzi. Hasonló, ám kicsit kevésbé visszafogottabban ábrázolt dolog Csibiusza Élektra-komplexusa, amit saját jövendőbeli apja, Mamoru iránt érez (és amely a mangában Black Ladyként meg is testesül), illetve a transzvesztita szereplők, akik bár eredendően nők, mégis szívesen álcázzák magukat férfinak küldetésük céljának elérése érdekében.

### Magyar vonatkozások
Magyarországra a kilencvenes évek végén, a kereskedelmi televíziók térhódításával együtt jutott el a sorozat, amely több, japán eredetű, de francia közvetítéssel átvett animével együtt került vetítésre hétköznap délutánonként. Animációs film mivolta miatt a többi sorozattal együtt gyerekeknek szóló rajzfilmként vélekedtek róla, noha ábrázolásmódja és története miatt elsősorban a valamivel idősebb korosztály az első számú célközönsége. A Dragon Ball Z kapcsán kirobbant botrány a Sailor Moon-t sem kerülte el: Kálmos Borbála a Médiakutató című lapban az animék kapcsán a sorozatra is kitért, mint a sajátos japán kulturális megnyilvánulásra. Cikkében elismeri, hogy a magyar lakosság körében általánosan él az a vélekedés, hogy a rajzolt filmek mesefilmek, ugyanakkor az animéket az értelmetlen erőszakról látják elhíresültnek. De ismerteti azokat a megoldásokat, amelyeket a külföldi vetítésekkor alkalmaznak, hogy tompítsák az élét a kifogásolható elemeknek.
A sorozat újbóli térhódítására reagálva 2010-ben az AnimeStars magazin 22. számában négy oldalas cikkben foglalkozott a sorozat eredeti, kilencvenes évekbeli változatával. A cikkíró külön kiemelte, hogy rengeteg érdekes főszereplő van az animében, a története izgalmas és magával ragadó, ugyanakkor tele van feleslegesnek ítélt epizódokkal, melyek leginkább az egyes mellékszereplők karakterének kidomborítására születtek.